# Josephine Onyia
Josephine Onyia (née le 15 juillet 1986) est une athlète espagnole spécialiste de 100 mètres haies.Auparavant de nationalité nigériane, elle opta pour la nationalité ibérique en avril 2007, marchant ainsi sur les pas d'une autre hurdleuse espagnole, Glory Alozie.

## Carrière
Le 1er juin 2008, elle s'impose en 12 s 50 (MPMA 2008 et record d'Espagne) lors du 100 m haies du meeting de Berlin. Elle devance la Suédoise Susanna Kallur (12 s 54), détentrice du record du monde en salle de la discipline et l'Américaine Lolo Jones (12 s 57), championne du monde en salle du 60 m haies. Le 6 juin 2008, elle domine le 100 m haies d'Oslo en 12 s 59, juste devant Lolo Jones (12 s 66) cependant, en septembre 2008 elle est suspendue 2 ans pour usage methylhexanamine.
En décembre 2011, Onyia est de nouveau suspendue 2 ans pour dopage encore pour prise de methylhexanamine. Le 29 janvier 2016, elle est suspendue à vie après un nouveau test positif lors des Championnats d'Espagne en août 2015.
Le 25 mai 2016, il est révélé que Josephine Onyia était dopée lors des Jeux olympiques de 2008, son 5e test positif de sa carrière. Le 26 octobre 2016, le Comité international olympique annonce sa disqualification des Jeux de Pékin en raison de la présence de méthylhexanamine dans les échantillons prélevés lors de ces Jeux.

## Records personnels
- 50 m haies : 6 s 75 le 21 février 2008 à Stockholm
- 60 m haies : 7 s 84 le 8 mars 2008 aux Championnats du monde en salle à Valence
- 60 m : 7 s 24 le 13 février 2008 à Péania
- 100 m haies : 12 s 50 le 1er juin 2008 au meeting de Berlin (record d'Espagne)